# Ja nisam odavle
Ja nisam odavle (Ја нисам одавле, серб. Я не отсюда) — альбом боснийской рок-группы «The No Smoking Orchestra», изданный в 1997 году под именем Zabranjeno Pušenje» (Забраньено Пушенье). Альбом посвящён жертвам войны 1992—1995 гг. в Югославии.

## Список композиций
1. Gile šampion (D.Janković — N.Janković)
2. Tri ratna havera (N.Janković)
3. Letimo zajedno (N.Janković — D.Janković)
4. Ja nisam odavle (N.Janković)
5. Nema nigdje nikoga (N.Janković)
6. Ona nije tu (N.Janković)
7. Ženi nam se Vukota (N.Janković)
8. Od istorijskog AVNOJ’a (N.Janković)
9. Sto načina (N.Janković — Vajld)
10. Zoka ja sam trudna (N.Janković — Kolja Pejaković)
11. Ljubav udara tamo gdje ne treba (N.Janković)
12. Odlazi voz (Leon Gieco — N.Janković — Cika Dule)

## Участники записи
- Ненад Янкович — Вокал
- Деян Спаравало — Скрипка, Вокал
- Стрибор Кустурица — Ударные
- Дражен Янкович — Клавишные
- Глава Марковски — Бас-гитара
- Горан Тери — Гитара

## Клипография
В клипе на песню «Ženi nam se Vukota» использованы фрагменты из фильма «Чёрная кошка, белый кот».